# Fórmula esquelètica

Fórmula esquelètica del fàrmac antidepressiu escitaprolam, mostrant representacions dels heteroàtoms, un enllaç triple, anells de benzè i la estereoquímica

En química orgànica, la fórmula esquelètica d'un compost orgànic és una representació abreujada de la seva estructura molecular. Les fórmules esquelètiques són ubiqües en química orgànica, donat que mostren estructures complicades d'una forma clara, i són ràpides i senzilles de dibuixar.

## Esquelet de carboni
L'adjectiu «esquelètic» es refereix a l'esquelet de carboni d'un compost orgànic -això és, les cadenes, branques i/o anells d'àtoms de carboni que formen la base de l'estructura d'una molècula orgànica. L'esquelet pot tenir altres àtoms o grups d'àtoms, units als seus àtoms de carboni. L'hidrogen és l'àtom diferent de carboni més comú, que està enllaçat a un àtom de carboni, i no se li dibuixa explícitament. Altres àtoms són coneguts com a heteroàtoms, i els grups definits d'àtoms es denominen grups funcionals, ja que li donen una funció a la molècula. Els heteroàtoms o grups funcionals són coneguts col·lectivament com a substituents, pel fet que es consideren com a substituts de l'àtom d'hidrogen que estaria present en l'hidrocarbur pare del compost orgànic en qüestió.

## Àtoms d'hidrogen i carboni implícits
Per exemple, en la imatge inferior es mostra la fórmula esquelètica de l'hexà. L'àtom de carboni etiquetat com a C1 té només un enllaç mostrat, així que hi ha d'haver tres àtoms d'hidrogen enllaçats a ell, a fi de fer que el nombre total d'enllaços siguin quatre (regla de l'octet). L'àtom de carboni etiquetat com a C₃ té dos enllaços a altres àtoms de carboni, i en conseqüència està enllaçat a dos àtoms d'hidrogen. Amb finalitats comparatives, es mostra un model de barres i boles de l'estructura molecular real de l'hexà, segons com és determinada per una cristal·lografia de raigs X, en el que els àtoms de carboni estan representats per boles negres, i els àtoms d'hidrogen per boles blanques.
Qualsevol àtom d'hidrogen enllaçat a àtoms diferents del carboni es mostren explícitament. En l'etanol, C₂H₅OH, per exemple, l'àtom d'hidrogen unit a l'àtom d'oxigen es mostra directament. Les línies que representen enllaços heteroàtom-hidrogen se solen ometre per claredat i compactació, així que un grup hidroxil sovint és escrit com −OH, en comptes de −O−H. Algunes vegades, aquests enllaços són dibuixats totalment, a fi d'accentuar la seva presència quan participen en mecanismes de reacció.
Per a comparació, es mostra a baix un model de barres i boles de l'estructura tridimensional real de la molècula d'etanol en la fase gasosa (determinada per espectroscòpia de microones, esquerra), l'estructura de Lewis (mitjà) i la fórmula esquelètica (dreta).

## Heteroàtoms explícits
Tots els àtoms que no són carboni o hidrogen se'ls representa pel seu símbol químic, per exemple, Cl per al clor, o per a l'oxigen, i Na per al sodi. Aquests àtoms són heteroàtoms coneguts comunament en el context de la química orgànica.

## Símbols de pseudoelements
També hi ha símbols que semblen ser símbols químics elementals, però representen substituents molt comuns o indiquen un membre no específic d'un grup d'elements. Aquests són coneguts com a símbols de pseudoelements, o elements orgànics. El símbol més àmpliament usat és Ph, que representa al grup fenil. A continuació es mostra una llista de pseudoelements:

### Elements
- X per a qualsevol àtom d'halogen
- D per a un àtom de deuteri
- M per a qualsevol àtom metàl·lic
- T per a un àtom de triti

### Grups alquil
- R per a qualsevol grup alquil, o fins i tot per a qualsevol substituent
- Me per al grup metil
- Et per al grup etil
- n-Pr per al grup propil
- i-Pr per al grup isopropil
- Bu per al grup butil
- i-Bu per al grup isobutil
- s-Bu per al grup butil secundari
- t-Bu per al grup butil terciari
- Pn per al grup pentil
- Hx per al grup hexil
- Hp per al grup heptil
- Cy per al grup ciclohexà

### Substituents aromàtics
- Ar per a qualsevol substituent aromàtic
- Bn per al grup benzil
- Bz per al grup benzoïl
- Mes per al grup mesitil
- Ph per al grup fenil
- Tol per al grup tolil
- Cp per al grup ciclopentadienil
- Cp* per al grup pentametilciclopentadienil

### Grups funcionals
- Ac per al grup acetil (Ac és també el símbol per a l'element actini. Tanmateix, en química orgànica gairebé mai no es troba a l'actini, així que l'ús d'Ac per representar al grup acetilo mai no causa confusió)

### Grups sortints
- Ts per al grup tosil
- Bs per al grup brosil
- Ns per al grup nosil
- Tf per al grup trifil

## Enllaços múltiples
Dos àtoms poden estar enllaçats en compartir més d'un parell d'electrons. Els enllaços comuns a l'àtom de carboni poden ser enllaços simples, dobles, o triples. Els enllaços simples són els més comuns, i són representats per una sola línia sòlida entre dos àtoms en una fórmula estructural. Els enllaços dobles són denotats per dues línies sòlides paral·leles, i els enllaços triples per tres línies paral·leles.
En teories d'enllaç més avançades, hi ha valors no sencers d'ordres d'enllaç. En aquests casos, una combinació de línies sòlides i entretallades indiquen la part sencera i no sencera de l'ordre d'enllaç, respectivament.

L'hex-3-è té un enllaç doble carboni-carboni intern
L'hex-1-è té un enllaç doble terminal
L'hex-3-í té un enllaç triple carboni-carboni interno
L'hex-1-í té un enllaç triple carboni-carboni terminal

N.B. a la galeria de dalt, els enllaços dobles estan representats en vermell, i els enllaços triples en blau. Això ha estat afegit per claredat - normalment els enllaços múltiples no s'acoloreixen en fórmules esquelètiques.

## Anells de benzè
Els anells de benzè són molt comuns en composts orgànics. Per representar la deslocalització dels electrons als sis àtoms de carboni de l'anell, es dibuixa un cercle en l'interior de l'hexàgon d'enllaços simples. Aquest estil és molt comú en llibres de texts introductoris de química orgànica usats en escoles.
Un estil alternatiu que és més comú en l'àmbit acadèmic és l'estructura de Kekulé. Encara que pot ser considerat inexacte, ja que implica tres enllaços simples i tres enllaços dobles (el benzè seria llavors ciclohexa-1,3,5-triè), tots els químics qualificats són plenament conscients de la deslocalització en el benzè. Les estructures de Kekulé són molt útils per dibuixar mecanismes de reacció clarament.

## Estereoquímica
L'estereoquímica es denota convenientment en fórmules esquelètiques:
- les línies sòlides representen enllaços en el pla del paper o pantalla
- les falques representen enllaços que apunten cap a enfora del pla del paper o pantalla, apropant-se a l'observador
- les línies puntejades representen enllaços que apunten cap a enfora del pla del paper o pantalla, allunyant-se de l'observador
- les línies en forma d'ona representen, o bé una estereoquímica desconeguda, o una barreja racèmica de dos enantiòmers possibles

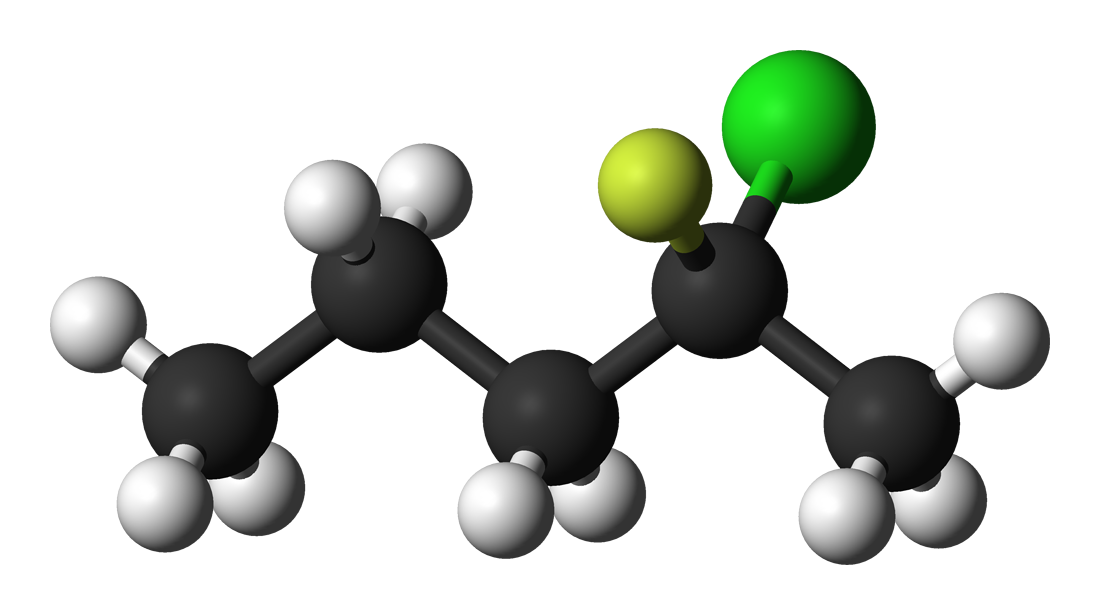
2-cloro-2-fluoropentà.
Fórmula esquelètica estereoquímica del (R) -2-clor-2-fluoropentà, un dels dos enantiòmers possibles.
Fórmula esquelètica de l'amfetamina, mostrant la seva naturalesa racèmica.

Les fórmules estructurals poden representar isòmers cis i trans d'alquins. Es poden utilitzar enllaços simples o creuats per representar estereoquímica desconeguda o no especificada d'una barreja d'isòmers.

## Enllaços d'hidrogen
Algunes vegades, els enllaços d'hidrogen són denotats per línies puntejades o entretallades.